# بورتشاید (راینلاند-فالتس)
بورتشاید (به آلمانی: Burtscheid) یک شهر در آلمان است که در برنکاستل-ویتلیش واقع شده‌است. بورتشاید ۱۲۷ نفر جمعیت دارد.